# アポロA-102
アポロA-102（SA-7とも言われる）はアメリカ合衆国のアポロ計画において、サターンI 型ロケットに模擬のアポロ司令・機械船を搭載して発射した二度目の試験飛行である

## 目的
A-102の目的は前回のアポロA-101と同様、宇宙船とロケットの性能試験にあったが、今回の大きな特徴は機械船の外壁に模擬の姿勢制御用ロケットを取りつけ、上昇中に機体にかかる空力などの影響を調べることにあった。また緊急脱出用ロケットの分離は、前回は分離用小型ロケットを使用したが、今回は脱出用ロケット本体を噴射して機体から切り離した。

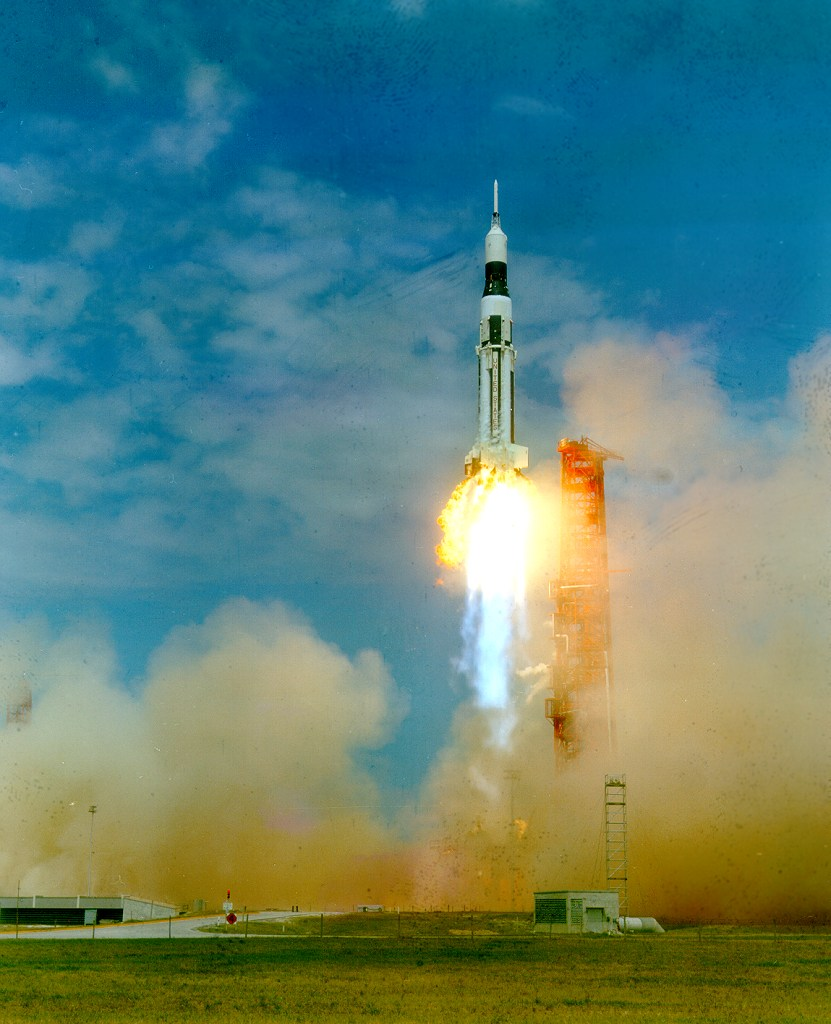
Launch of A-102

## 飛行
1964年7月上旬、一段目の第6エンジンにひびが入っているのが発見されたため、その修理で発射が二週間遅れた。ハリケーン発生などの影響で予定はさらに遅れ、結局打ち上げは9月18日にまでずれ込んだ。
第一段ロケットは発射から147.7秒後に燃焼を停止し、その0.8秒後に切り離された。さらに1.7秒後には第二段ロケットが燃焼を開始し、発射から160.2秒後に緊急脱出用ロケットが投棄された。第二段ロケットは発射後621.1秒で燃焼を停止し、司令・機械船の模型を近地点212.66km、遠地点226.50kmの楕円軌道に乗せた。
宇宙船は他の五つの衛星を介してデータを送信し続け、地球を59周した後大気圏に再突入し、インド洋上に落下した。すべての目的を果たして計画は成功裏に終わった。
ただ、飛行の状態を撮影したフィルムを収めた8個の容器が、暴風雨が吹き荒れる予定海域外に落下したため回収できなかったのが唯一の誤算だった。ただしそのうちの2個は、2か月後に海岸に打ち上げられているのが発見された。容器はフジツボに覆われていたが、中のフィルムには損傷はなかった。